# 腋斑凡鯔
腋斑凡鯔為輻鰭魚綱鯔形目鯔科的其中一種，分布於西印度洋區，從莫三比克至南非海域，包括馬達加斯加，體長可達30公分，棲息在沿海海域、河口區，可做為食用魚。

## 擴展閱讀
維基物種上的相關：腋斑凡鯔